# Aleh Dułub
Aleh Anatoljewicz Dułub, biał. Алег Анатольевіч Дулуб, ros. Олег Анатольевич Дулуб, Oleg Anatoljewicz Dułub (ur. 20 września 1965 w Kalinkowiczach, Białoruska SRR) – białoruski trener piłkarski i piłkarz, grający na pozycji pomocnika.

## Kariera piłkarska

### Kariera klubowa
W 1983 rozpoczął karierę piłkarską w drużynie SKIF Mińsk, skąd w 1988 przeszedł do Traktaru Bobrujsk. Potem występował w zespołach Prypiać Pińsk, KIM Witebsk, Biełaruś Marina Horka, Homsielmasz Homel, Szachcior Soligorsk i FK Mołodeczno. W 1994 zasilił skład rosyjskiego klubu Samotłor-XXI Niżniewartowsk. W sezonie 1994/95 bronił barw czeskiego Synotu Staré Město. Potem przeniósł się do Łotwy, gdzie grał w klubach Vairogs Rēzekne i FK Dinaburg. Na początku 1997 wyjechał do Chin, gdzie został piłkarzem klubu Dalian Wanda. Ale wkrótce wrócił do FK Rēzekne, w którym stał się pierwszym obcokrajowcem w historii klubu. W latach 1998–2001 występował w fińskich klubach KPV Kokkola, KPT-85 Kemi i TP-47 Tornio. Latem 2001 powrócił do ojczyzny, gdzie został piłkarzem SKAF Mińsk. Ostatnią drużyną była amatorska Liwadija Dzierżyńsk, w której zakończył karierę piłkarską w 2003.

### Kariera trenerska
Jeszcze będąc piłkarzem rozpoczął pracę szkoleniowca, łącząc funkcje trenerskie w amatorskim zespole Liwadija Dzierżyńsk. Po zakończeniu kariery piłkarza pomagał trenować kluby FK Daryda, Źmiena Minsk, Tarpieda Żodzino, FK Mińsk, FK Witebsk, FK Homel, Nioman Grodno i Dynama Mińsk. Wiosną 2015 został zatrudniony jako główny trener klubu Krumkaczy Mińsk, z którym awansował do Wyższej Ligi. 7 października 2016 objął stanowisko głównego trenera Karpat Lwów. 11 czerwca 2017 klub ogłosił o zaprzestaniu współpracy z trenerem. 4 września 2017 podpisał kontrakt z Czornomorcem Odessa, którym kierował do 22 grudnia 2017. 5 stycznia 2018 stał na czele BATE Borysów.

## Sukcesy i odznaczenia

### Sukcesy trenerskie
- brązowy medalista Pierwszej Ligi Białorusi: 2015